# سمیتروپیک (کالیفرنیا)
سمیتروپیک (به انگلیسی: Semitropic) یک منطقهٔ مسکونی در ایالات متحده آمریکا است که در شهرستان کرن، کالیفرنیا واقع شده‌است. سمیتروپیک ۷۸ متر بالاتر از سطح دریا واقع شده‌است.